# Astérix et les Vikings
Série Astérix en animation
Astérix et les Indiens
(1994) Astérix : Le Domaine des dieux
(2014)
Pour plus de détails, voir Fiche technique et Distribution.
Astérix et les Vikings est un film d'animation franco-danois-belge de Stefan Fjeldmark et Jesper Møller, sorti en 2006. Le scénario, écrit par Jean-Luc Goossens avec la collaboration de Stefan Fjeldmark et des dialogues supplémentaires de Philip LaZebnik, est une libre adaptation des bandes dessinées Astérix et les Normands et La Grande Traversée de René Goscinny et Albert Uderzo. C'est le huitième long-métrage animé des aventures d'Astérix.

## Synopsis

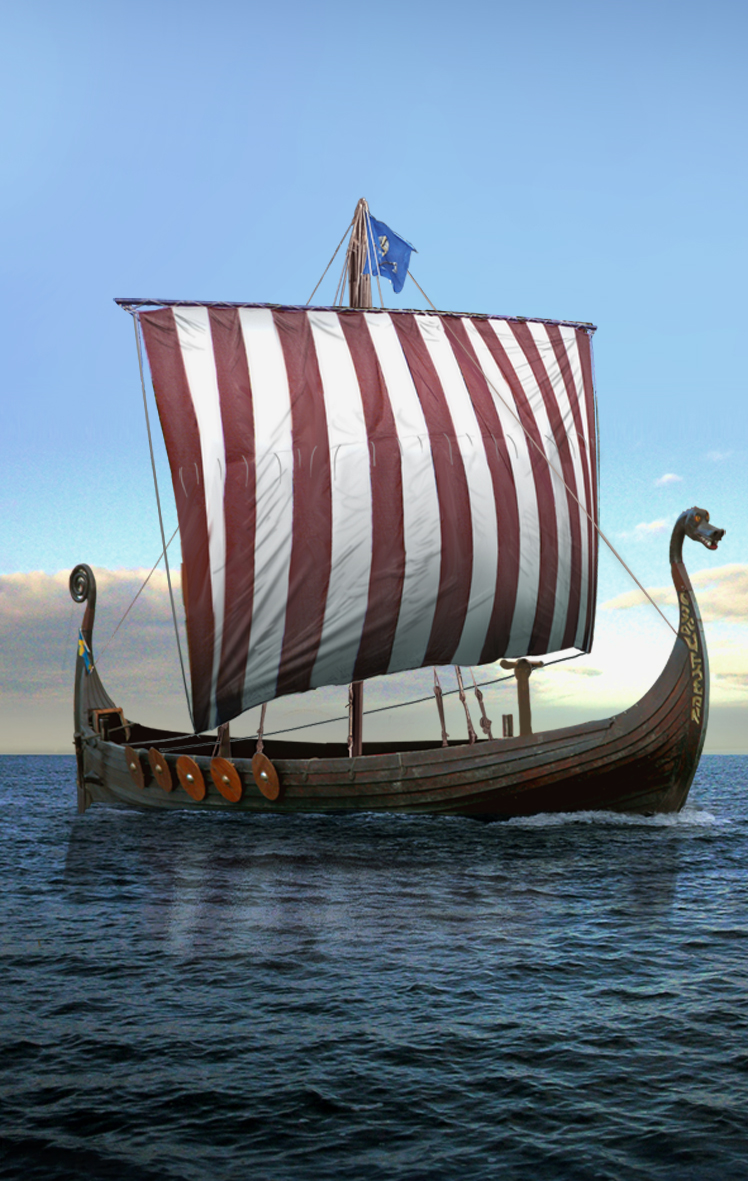
Le Gungnir, réplique suédoise d'un bateau viking exhumé en Norvège, sert d'inspiration aux animateurs d'Astérix et les Vikings.

Nous sommes en 50 av. J.-C. En Gaule, un petit village résiste encore et toujours aux légions romaines. Menés par Abraracourcix, ces Gaulois survivent grâce à une potion magique, fabriquée par le druide Panoramix.
Un jour, Goudurix, le neveu d'Abraracourcix, débarque au village. Goudurix s'avérant être un jeune homme un peu trop coureur, pas très sportif ni courageux et aimant trop faire la fête la nuit, Abraracourcix charge ses deux meilleurs guerriers, Astérix et Obélix, d'entraîner Goudurix pour l’endurcir et en faire un homme. Mais Goudurix flanche à chaque épreuve que lui font passer Astérix et Obélix.
C'est alors que les terribles guerriers Vikings débarquent en Gaule. Menés par leur chef Grossebaf, ils sont à la recherche d'un homme lâche pour leur apprendre à être peureux ; les Vikings ayant entendu dire qu'avoir peur permettait de voler (à cause du proverbe « la peur donne des ailes »). Ainsi, les Vikings entendent parler de Goudurix qui se vante d'être un trouillard et le kidnappent. Ces derniers rembarquent à bord de leur drakkar et emmènent Goudurix dans le Grand Nord. Retenu prisonnier, le jeune homme rencontre à bord du bateau une jolie jeune Viking à la fois douce et bagarreuse : Abba, la fille du chef Grossebaf. Goudurix tombe tout de suite sous son charme et essaie d'en faire son alliée face aux autres Vikings, prêts à l'exécuter. Mais, bien qu'elle soit elle aussi sensible à son charme, Abba croit, comme les autres Vikings, que Goudurix peut l'aider à voler et veut qu'il lui apprenne d'abord.
Dans le même temps, Astérix et Obélix apprennent pour Goudurix et embarquent eux aussi pour le Grand Nord afin de le faire évader. Mais Goudurix et Abba sont devenus inséparables même s'il ne sait pas comment lui annoncer qu'il ne peut pas la faire voler.

## Fiche technique
- Titre français : Astérix et les Vikings
- Réalisation : Stefan Fjeldmark et Jesper Møller
- Scénario : Jean-Luc Goossens, avec la collaboration de Stefan Fjeldmark, Philip Lazebnik et Mitch Watson, d'après l'œuvre de René Goscinny et Albert Uderzo
- Création des personnages : Christian Kuntz, Dan Harder, Jesper Møller
- Décors : Bjarne Hansen
- Animation : Rune Bennicke, Luca Fattore, Dan Harder, Christian Kuntz, Javier Martin, Jean Morell, Enis Tahssin Özgür
- Montage : Martin Wichmann Andersen, Anders Hoffmann
- Musique : Alexandre Azaria accompagné de Céline Dion, Amel Bent, Billy Crawford et M. Pokora[2].
- Production : Natalie Altmann, Thomas Valentin ; Bernard Majani (associé)
- Sociétés de production : M6 Studio et 2d3D Animations
- Distribution France : SND
- Budget (estimation) : 22 millions d'euros
- Pays d'origine :  France,  Danemark,  Belgique
- Langue originale : anglais[3]
- Date de sortie : France : 12 avril 2006, 2 avril 2025 (reprise en salles)[4]

## Distribution

### Voix françaises
- Roger Carel : Astérix et Idéfix
- Lorànt Deutsch : Goudurix
  - Matt Pokora : Goudurix (chant)
- Sara Forestier : Abba
- Jacques Frantz : Obélix
- Pierre Palmade : Cryptograf
- Pierre Tchernia : le narrateur
- Bernard Alane : Assurancetourix
- Marc Alfos : le chef Grossebaf
- Jules Azem : garçon viking #1
- Patrick Borg : Caraf
- Philippe Catoire : Nescaf
- Bruno Dubernat : Télégraf
- Luc Florian : Océanonix
- Stéphane Fourreau : Olibrius
- Marion Game : Bonemine
- Vincent Grass : Abraracourcix
- Med Hondo : Baba, la vigie des pirates
- Bernard Métraux : Ordralfabétix
- Victor Naudet : garçon viking #2
- Pascal Renwick : Cétautomatix
- Estelle Simon : gauloise
- Gérard Surugue : Agecanonix
- Stevens Thuilier : gaulois
- Roland Timsit : Abribus
- Barbara Tissier : SMS (Shortmessageservix)
- Michel Vigné : Olaf
- Vania Vilers : Panoramix
- Brigitte Virtudes : Vikéa

- version française
société de doublage : Dubbing Brothers
direction artistique : Valérie Siclay
adaptation des dialogues : Jean-Luc Goossens

Sources : Planète Jeunesse, Allodoublage, Doublanim’, RS Doublage, Voxofilm, Allociné et sur le site officiel Astérix.com

## Production
La productrice Natalie Altmann, voyant les succès d'audience des rediffusions des dessins-animés Astérix sur M6 voulait produire une série-télévisée mais Albert Uderzo refuse et ils décidèrent du long-métrage. Astérix et les Normands fut choisi en raison de son aspect international, d'autres albums sont également référencés : La Grande Traversée, Astérix et Cléopâtre et Le Cadeau de César. Le scénariste Goossens explique vouloir transformer l'album en comédie d'action et en modernisant l'aspect (Goudurix aime le rap dans le dessin animé contre le rock dans la bande dessinée).
Le film aurait nécessité quatre années de travail, 1 300 plans, plus de 100 000 dessins, des centaines de décors et entre 300 et 500 personnes au travail dans toute l'Europe[réf. à confirmer]. Les réalisateurs expliquèrent utiliser toutes les techniques de pointe et respecter les traits de la bande dessinée et du style d'Uderzo. Le film a coûté 22 millions d'euros en production, soit trois fois plus que la moyenne des films d'animation européens.

### Choix des interprètes
- Roger Carel reprend le rôle d'Astérix qu'il tient depuis le téléfilm Deux Romains en Gaule en 1967.
- Pour le rôle d'Obélix, Jacques Frantz, connu pour être la voix française de Robert de Niro, succède à Pierre Tornade qui lui prêtait sa voix de 1985 à 2005.
- Dernier doublage de Pascal Renwick qui double Cétautomatix, diffusé en France de son vivant. Le comédien mourra trois mois après la sortie du film, à l'âge de 51 ans, des suites d'une longue maladie.

## Box-office
Le film a fait 1 374 027 entrées en France, 541 332 en Allemagne et 71 687 aux Pays-Bas.
Le DVD est sorti en France le 25 octobre 2006.

## Différences avec la bande dessinée et références culturelles
- Dans la B.D., Batdaf est le bras droit du chef Grossebaf et a un rôle assez important. Dans le film, il apparaît peu et d'autres personnages ont été inventés.
- Le plus important de tous les personnages inventés est celui d'Abba, la fille au caractère bien trempé du chef viking Grossebaf : Goudurix tombe amoureux d'elle et essaie d'en faire son alliée alors que les autres vikings le retiennent prisonnier.
- Les auteurs ont créé un guerrier viking herculéen : Olaf, qui ressemble un peu à Arnold Schwarzenegger jeune (d'ailleurs, durant le duel final, Olaf sort la célèbre réplique du T-800 « Hasta la vista, baby »)[17].
- Dans la B.D., les Vikings (ou plutôt les Normands) installent d'abord leur campement sur la plage près du village et y restent, même après avoir kidnappé Goudurix. Dans le film, ils rembarquent sur leur drakkar et emmènent Goudurix chez eux dans le Grand Nord où se déroule la seconde moitié du film, davantage inspirée de La Grande Traversée.
- La mère d'Abba se nomme Vikéa (faisant référence à Ikéa) et a une folle passion pour le mobilier en kit.
- Le prénom d'Abba, la fille du chef viking Grossebaf, est inspiré du nom du célèbre groupe de pop d'origine suédoise.
- À la fin du film, au moment où ils retournent chez eux, les Vikings, connaissant désormais la peur, ont absolument peur de tout, alors que dans la B.D., dans le même passage, sur l'avant-dernière vignette, les Vikings (ou plutôt les Normands) « ont su combattre leur peur, et la vaincre ».
- Le film comporte des reprises de Get Down on It de Kool and the Gang, Eye of the Tiger de Survivor et Super Freak de Rick James, chansons pop des années 1980, censées rajeunir le propos et s'accorder à la personnalité de Goudurix ; la critique juge ces choix musicaux étonnants[18].